# دهستان کوری
کوری، دهستانی است از توابع بخش مرکزی شهرستان جم در استان بوشهر ایران.

## جمعیت
براساس سرشماری سال ۱۳۸۵ جمعیت آن ۳٬۳۰۹ نفر (۷۱۱ خانوار) بوده‌است.